# Menhir de Kerellou
Le menhir de Kerellou est un menhir situé sur la commune de Guerlesquin, dans le département du Finistère en France.

## Historique
Le menhir est mentionné pour la première fois en 1846 par G. Le Jean. Il est classé au titre des monuments historiques  par arrêté du 15 mars 1909.

## Description
Le menhir est un bloc de granite porphyroïde d'environ 6 m de hauteur. Il a fait l'objet d'une régularisation dans sa partie inférieure et subi une forte érosion dans sa partie supérieure avec des décollements par plaques. 

## Folklore
Le menhir est surnommé Kegel ar Wrac'h Goz ou Kegel ar Mam Goz, c'est-à-dire respectivement « la quenouille de la vieille sorcière » ou « la quenouille de la vieille maman » (fée bienfaisante).